# Sossor
Sossor là một chi bọ cánh cứng trong họ 
Elateridae.
Chi này được miêu tả khoa học năm 1883 bởi Candèze.

## Các loài
Chi này có các loài:
- Sossor hageni Candèze, 1883